# 傑夫·艾爾斯
傑佛瑞·柯蒂斯·艾爾斯（1987年4月29日—）為美國男子籃球運動員，場上位置為中鋒。艾爾斯出生名的姓氏為母親的娘家姓奧卡特（Orcutt），艾爾斯成長於加利福尼亚州聖貝納迪諾縣庫卡蒙格牧場，母親在艾爾斯國小時嫁給繼父後，艾爾斯更改姓氏為繼父的姓氏潘德格拉夫（Pendergraph），2013年6月女兒出生後艾爾斯考慮更改姓氏，2013年8月艾爾斯將姓氏更改為生父的姓氏艾爾斯（Ayres）。
來自亞利桑那州立大學的艾爾斯在2009年NBA選秀第二輪被沙加緬度國王選走，菜鳥球季效力於波特兰开拓者，而效力印第安纳步行者兩年後在2013年7月與圣安东尼奥马刺簽下為期兩年、360萬美元的合約。
2015年9月中国男子篮球职业联赛山西猛龙宣布與艾爾斯簽約，但之後艾爾斯離開球隊被杨希·盖茨取代。
2022年11月艾爾斯加盟P. LEAGUE+桃園璞園領航猿。

## 外部連結
- 傑夫·艾爾斯在fiba.basketball（英语）
- 傑夫·艾爾斯在NBA官網（英语）
- 傑夫·艾爾斯在NBA G聯盟官網（英语）
- 傑夫·艾爾斯在TBLStat.net（英语）
- 傑夫·艾爾斯在VTB聯賽官網（英语）
- 傑夫·艾爾斯在B.LEAGUE官網（日语）
- 傑夫·艾爾斯在P. LEAGUE+官網
- 傑夫·艾爾斯在Basketball-Reference.com（NBA）（英语）
- 傑夫·艾爾斯在Basketball-Reference.com（NBA G聯盟）（英语）
- 傑夫·艾爾斯在Basketball-Reference.com（國際）（英语）
- 傑夫·艾爾斯在Sports-Reference.com（NCAA）（英语）
- 傑夫·艾爾斯在ESPN（NBA）（英语）
- 傑夫·艾爾斯在Eurobasket.com（球員）（英语）
- 傑夫·艾爾斯在Proballers（英语）
- 傑夫·艾爾斯在RealGM（英语）